# Апостольский нунций в Кирибати
Апостольский нунций в Республике Кирибати — дипломатический представитель Святого Престола в Кирибати. Данный дипломатический пост занимает церковно-дипломатический представитель Ватикана в ранге посла. Апостольская нунциатура в Кирибати была учреждена на постоянной основе 10 апреля 1995 года.
В настоящее время Апостольским нунцием в Кирибати является архиепископ Габор Пинтер, назначенный Папой Франциском 12 апреля 2025 года.

## История
Апостольская нунциатура в Кирибати была учреждена на постоянной основе 10 апреля 1995 года, папой римским Иоанном Павлом II, отделяя её от апостольской делегатуры на Тихом океане. Однако апостольский нунций не имеет официальной резиденции в Кирибати, в его столице Южной Тараве и является апостольским нунцием по совместительству, эпизодически навещая страну. Резиденцией апостольского нунция в Кирибати является Веллингтон — столица Новой Зеландии.

## Апостольские нунции в Кирибати
- Томас А. Уайт — (31 июля 1995 — 27 апреля 1996);
- Патрик Коувни — (15 октября 1996 года — 25 января 2005 — назначен апостольским нунцием в Греции);
- Чарльз Дэниэл Бэлво — (1 апреля 2005 — 17 января 2013 — назначен апостольским нунцием в Кении и Постоянным наблюдателем в органах Организации Объединённых Наций по окружающей среде и человеческим поселениям);
- Мартин Кребс — (8 мая 2013 — 16 июня 2018 — назначен апостольским нунцием в Уругвае);
- Новатус Ругамбва — (30 ноября 2019 — 27 июля 2024, в отставке);
- Габор Пинтер — (12 апреля 2025 — по настоящее время).